# Ганнес Оцік
Ганнес Оцік (нім. Hannes Ocik, нар. 8 червня 1991, Росток, Німеччина) — німецький веслувальник, срібний призер Олімпійських ігор 2016 та 2020 року, чемпіон світу.

## Виступи на Олімпіадах
| Олімпіада           | Дисципліна | Місце |
| ------------------- | ---------- | ----- |
| Ріо-де-Жанейро 2016 | вісімки    | 2     |
| Токіо 2020          | вісімки    | 2     |

## Зовнішні посилання
- Ганнес Оцік — олімпійська статистика на сайті Sports-Reference.com (англ.) (архівна версія)
- Профіль [Архівовано 7 червня 2021 у Wayback Machine.] на сайті FISA.

1. ↑  Hannes Ocik